# Don Scott (bokser)
Don Scott, właśc. Donald Emerson Scott (ur. 23 lipca 1928  w Derby, zm. 13 lutego 2013 tamże) – brytyjski bokser, zdobywca srebrnego medalu podczas letnich igrzysk olimpijskich w Londynie z 1948 w kategorii półciężkiej. W finale przegrał z George’em Hunterem z Południowej Afryki.
Jako reprezentant Anglii zwyciężył w tej kategorii wagowej na igrzyskach Imperium Brytyjskiego w 1950 w Auckland.